# Elin Falk
Elin Falk, född 16 januari 1872, död 24 april 1942 i Oscars församling, Stockholm, var en svensk gymnastikledare.
Efter gymnastikdirektörsexamen 1895 verkade Falk först i Baltimore, Sundsvall och Storbritannien 1896–1898, samt därefter till 1909 vid Arwedsons gymnastikinstitut i Stockholm, där hon blev gymnastikinspektör vid folkskolorna 1910. Falk bidrog, delvis under motstånd bland de ledande krafterna inom svensk gymnastik till den lingska gymnastikens spridande i början av 1900-talet, bland annat genom utökandet av antalet övningar. Särskilt tog hon fram särskilda övningar för barn, och "hållningsrätande" övningar. Falk utgav Dagövningar i gymnastik (3 band, 1913–1916) samt Gymnastik med lek och idrott (1927). Elin Falk är begravd på Solna kyrkogård.

### Fotnoter
1. 1 2 3 4  Elin Falk, Svenskt biografiskt lexikon, Svenskt Biografiskt Lexikon-ID: 15054, läs online.[källa från Wikidata]
2. 1 2 3 4  Elin Falk 1872-01-16 — 1942-04-24 Gymnastikdirektör, Svenskt kvinnobiografiskt lexikon-id: ElinFalk, läst: 27 augusti 2020.[källa från Wikidata]
3. ↑  läs online, sok.riksarkivet.se .[källa från Wikidata]
4. ↑  Vem är det 1943
5. 1 2  Svensk uppslagsbok 1931: Falk, Elin